# Jean-Rosaire Ibara
Pour les articles homonymes, voir Ibara.
Jean-Rosaire Ibara est un universitaire, médecin et homme politique congolais né le 18 avril 1956 à Fort-Rousset (aujourd'hui Owando). Ministre de la Santé et de la Population depuis 2025, il fut précédemment ministre du Contrôle d'État dans le gouvernement Makosso de 2021 à 2025
Il fut également recteur de l'université Marien-Ngouabi de 2016 à 2021, 

## Biographie

### Carrière médicale et universitaire
Né le 18 avril 1956 à Fort-Rousset (aujourd'hui Owando), Jean-Rosaire Ibara devient médecin des hôpitaux spécialisé en hépatologie et gastro-entérologie.
Il commence sa carrière universitaire en 1998, quand il est nommé maître assistant par le CAMES. Il devient par la suite maître de conférences en 2002, puis professeur titulaire à l'université Marien-Ngouabi en 2007, où il enseigne la gastro-entérologie. Doyen de la Faculté des sciences de la santé de 2009 à 2016, il est nommé recteur de l’université Marien-Ngouabi par le Conseil des ministres en août 2016.
Également bénévole au sein de la fondation « Génération À Venir », gérée par Edgar Nguesso, neveu et conseiller du président Denis Sassou-Nguesso, il y coordonne les activités de l'« hôpital mobile pour tous ».

### Carrière politique

#### Premiers engagements
Soutien de longue date du président Denis Sassou-Nguesso, Jean-Rosaire Ibara rejoint en 2016 le Mouvement national pour la nouvelle république (M2NR), puis le Mouvement national de soutien au candidat Denis Sassou-Nguesso (MNSC) lors de l'élection présidentielle de 2021. Également membre du parti présidentiel, le Parti congolais du travail (PCT), il en intègre le bureau politique.
En novembre 2020, il élève le président Denis Sassou-Nguesso au rang de docteur honoris causa de l'université Marien-Ngouabi (dont il est à l'époque le recteur), saluant son action en faveur de la formation professionnelle des jeunes.

#### Ministre
Le 16 mai 2021, au lendemain de la nomination du gouvernement Makosso, un décret présidentiel nomme in extremis Jean-Rosaire Ibara au poste de Ministre du Contrôle d'État, chargé de la qualité du service public et de la lutte contre les antivaleurs. Le nouveau ministre dévoile le 28 juin les grands axes de son ministère, incluant la mise à niveau du Congo vis-à-vis des standards internationaux, ainsi que la création de plateformes de dialogue pour « améliorer le climat des affaires » . 
Durant l'année 2022, il noue des partenariats avec plusieurs organisations internationales pour lutter contre les « antivaleurs » qui gangrènent l’administration du pays, notamment les Nations unies et la Banque mondiale. Son ministère annonce ainsi une collaboration avec l'Office des Nations unies contre les drogues et le crime (UNODC) pour évaluer les besoins du Congo dans sa lutte contre la corruption et les crimes économiques. Il annonce également un futur partenariat avec l'Agence française de développement pour améliorer les contrôles de l'administration publique congolaise. 
À l'occasion d'un remaniement ministériel le 11 janvier 2025, Jean Rosaire Ibara est nommé ministre de la Santé, succédant à Gilbert Mokoki,. 

## Vie privée
Marié, Jean-Rosaire Ibara est père de 5 enfants.

## Distinctions
- Grand officier de l'ordre du Mérite congolais (2016)[13]
- Commandeur dans l'ordre du mérite universitaire (2016)[13]